# Вольт-амперна характеристика

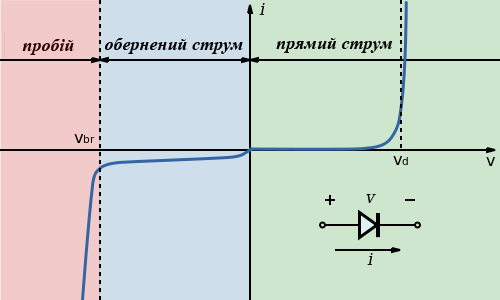
Типова вольт-амперна характеристика напівпровідникового діода

Вольт-ампе́рною характери́стикою (ВАХ) матеріалу чи пристрою називається залежність струму в ньому від прикладеної напруги.
Вольт-амперну характеристику можна визначити також, як залежність падіння напруги на пристрої від струму, що в ньому протікає.
Вольт-амперна характеристика зображується зазвичай у вигляді графіка, в якому напруга відкладається вздовж осі абсцис, а струм — вздовж осі ординат.
Для матеріалів вольт-амперна характеристика часто приводиться у вигляді залежності густини струму від
напруженості прикладеного поля.

## Вольт-амперна характеристика матеріалів
Для багатьох матеріалів, зокрема для провідників і напівпровідників, вольт-амперна характеристика має лінійну ділянку при малих
напругах. В цьому діапазоні прикладеної напруги справедливий закон Ома, який стверджує, що струм пропорційний напрузі.
При виконанні закону Ома струм у пристрої протікає однаково в обидва боки, в залежності від полярності прикладеної напруги.
Проте така поведінка не має універсального характеру. Наприклад, струм у вакуумному діоді суттєво нелінійний навіть при дуже малих напругах між анодом і катодом. Це явище зумовлене тим, що випромінені нагрітим катодом електрони створюють у просторі між анодом і катодом негативно-заряджену хмару, яка перешкоджає новим електронам покидати катод. У таких випадках говорять про виникнення області просторового заряду, і залежність струму від напруги описується законом Чайлда. Аналогічні області просторового заряду виникають також у діелектриках, провідність яких у дуже сильних електричних полях зумовлена інжектованими електронами.
Контакт між металом і напівпровідником (контакт Шоткі) має ректифікаційну або випрямну властивість. Сила струму через такий контакт залежить від полярності прикладеної напруги. Контакт добре пропускає струм в один бік, але набагато гірше в інший бік. Аналогічну випрямну властивість має p-n перехід, який виникає при контакті областей із надлишком донорів і акцепторів у напівпровіднику.
Здебільшого струм зростає при зростанні прикладеної напруги. Але й це не є універсальним законом. Наприклад, пристрій, який називається резонансним тунельним діодом, пропускає лише електрони з певною визначеною енергією. Таких електронів мало й при малих напругах, і при великих напругах. Тому при збільшенні напруги струм через резонансний тунельний діод спочатку зростає, а потім, коли електрони мають надто велику енергію, падає. Ділянки ВАХ, на яких струм спадає із підвищенням напруги, називаються областями негативної диференційної провідності. Вони дуже цікаві для практичного використання, бо на них можна побудувати, наприклад, генератори автоколивань. Негативну диференційну провідність при високих напругах мають також деякі напівпровідники.
Існують також пристрої, в яких при однаковій прикладеній напрузі можуть протікати різні струми, в залежності від передісторії.

## Вольт-амперна характеристика іонних каналів

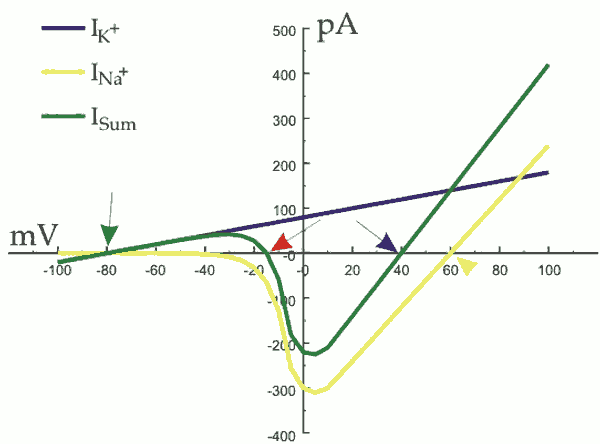
Синім показана лінійна вольт-амперна характеристика калієвого струму, жовтим - нелінійна ВАХ натрієвого струму, зеленим - характеристика сумарного струму через клітинну мембрану під час потенціалу дії

За вольт-амперною характеристикою можна визначити важливі характеристики струмів через іонні канали. Графік ВАХ для макроскопічних струмів через іонні канали мембрани цілої клітини будують за допомогою методу фіксації потенціалу на мембрані клітини, встановлюючи певні значення напруги на мембрані (-80 мілівольт, -70 мілівольт, +10 мілівольт тощо), та вимірюючи амплітуду струму при таких значеннях напруги. Вхідні струми в клітину позначаються на графіку ВАХ як негативні, а вихідні - як позитивні. Провідність каналу (тобто його здатність пропускати певну кількість іонів за одиницю часу) визначають як коефіцієнт нахилу вольт-амперної характеристики.
Також за вольт-амперною характеристикою можна визначити наявність випрямлення струму через певні канали. Деякі канали мають однакову провідність за різних значень напруги на мембрані, тому їхня ВАХ лінійна. Інші канали (зокрема калієві канали) збільшують чи зменшують свою провідність за певних різниць потенціалів, тобто легше пропускають струм в одному напрямі, аніж в іншому. Виділяють вихідне випрямлення, коли струми більші за позитивних значень напруги, та вхідне випрямлення, коли такі струми менші. Вихідне випрямлення означає, що струм, який виходить з клітини, є більшим, а при вхідному випрямленні більшим є вхідний струм. На вольт-амперній характеристиці каналів з вхідним випрямленням крива буде при позитивних значеннях напруги хилитися до нуля, а з вихідним випрямленням - зростати більш круто, аніж лінійна частина.